# Luftschiffbau Zeppelin
Luftschiffbau Zeppelin GmbH — немецкая авиастроительная компания. Возможно, наиболее известена своей ролью в разработке и производстве жёстких дирижаблей, обычно называемых цеппелинами. Немецкое слово Luftschiffbau означает «строительство дирижаблей».
Компания была основана графом Фердинандом фон Цеппелином в 1908 году. Luftschiffbau Zeppelin стала ведущим производителем больших летательных аппаратов; её продукция использовалась как в военных, так и в гражданских целях. Фирма основала первую в мире авиакомпанию DELLAG, которая начала использовать летательный аппарат в коммерческих целях, а в 1909 году и для общественных целей. Во время Первой мировой войны Цеппелины использовались как первые дальние стратегические бомбардировщики. Они совершали многочисленные налеты на Бельгию, Францию и Соединённое Королевство. После смерти графа фон Цеппелина в 1917 году контроль над Luftschiffbau Zeppelin перешел к доктору Хьюго Эккенеру. После войны немецкие дирижабли были отданы союзниками в качестве репараций.
Компания продолжила вводить новшества в свои модели в послевоенный период. Однако судьба компании плохо сложилась во времена нацизма, особенно после громкой катастрофы в Гинденбурге. Дирижабли были списаны в 1940 году, когда началось производство боевых самолётов с неподвижным крылом в Германии. Во время Второй мировой войны компания стала заниматься производством ракеты V2. В 80-е годы компания Luftschiffbau Zeppelin GmbH была возрождена. С тех пор она стала основным акционером компании ZLT Zeppelin Luftschifftechnik GmbH, которая разработала и производила дирижабль нового поколения Zeppelin NT.

## История

### Годы становления
В 1900 году первый дирижабль графа фон Цеппелина совершил свой первый полёт. Первоначально его разработка финансировалась самим графом, а также за счёт частных пожертвований и фандрайзинга при помощи лотерей. Общественный интерес к деятельности Zeppelin рос одновременно с успехом каждого полета. В 1908 году Zeppelin LZ 4 был уничтожен во время испытательного полёта. Однако эта неудача в конечном итоге привела к успеху, поскольку его потеря вызвала общественный энтузиазм. Последовавшая за этим кампания по сбору пожертвований собрала более шести миллионов немецких марок, которые были использованы для создания как «Luftschiffbau Zeppelin GmbH».

### Первая мировая война
Во время первой мировой войны Имперская Германия решила использовать дирижабли в качестве бомбардировщиков. Они атаковали Бельгию, Францию и Великобританию. Хотя прямой военный эффект этих рейдов дирижаблей был ограниченным, их появление вызвало всеобщую тревогу. Одним из результатов этих полетов стало создание Королевских военно-воздушных сил (RAF) 1 апреля 1918 года.
Luftschiffbau Zeppelin перешла под контроль правительства. Для удовлетворения возросшего спроса был нанят новый персонал, включая специалиста по аэродинамике Пола Джарая и инженера Карла Арнштейна. Многие технологические новинки в дережаблестроении были созданы конкурентом фирмы, находившимся в Мангейме, компанией Schütte-Lanz. Их дирижабли никогда не были столь успешными.
В 1917 году граф фон Цеппелин умер; контроль над Luftschiffbau Zeppelin перешел к доктору Хьюго Эккенеру, который долгое время считал дирижабли кораблями мира, а не войны. Несмотря на значительные трудности, он построил два небольших пассажирских дирижабля: LZ 120 Bodensee.
В 1921 году союзные державы потребовали, чтобы эти дирижабли были переданы в качестве военных репараций. На германских производителей были наложены ограничения в дирижаблестроении. Это положило конец планам Zeppelin по развитию в этой отрасли, и компания временно прибегла к производству алюминиевых кухонных принадлежностей.

### Межвоенный периодиВторая мировая война
С середины 1920-х по 1940 год компания тесно сотрудничала с Goodyear Tire and Rubber Company для производства двух цеппелинов в Соединённых Штатах. Компаниями было создано совместное предприятие Goodyear-Zeppelin Corporation. Первый дирижабль, созданный в рамках этой инициативы, LZ 126, совершил свой первый полёт 27 августа 1924 года. Однако партнёрство Goodyear-Zeppelin закончилось после начала Второй мировой войны. Несмотря на это, американская компания продолжала производить дирижабли в течение нескольких десятилетий под маркой Goodyear.
В 1926 году ограничения на строительство дирижаблей были ослаблены Локарнскими соглашениями. Добыть необходимые средства для следующего проекта Luftschiffbau Zeppelin оказалось проблематичным в сложной экономической ситуации в Германии после Первой мировой войны. 18 сентября 1928 года, когда законченный Graf Zeppelin впервые поднялся в воздух. В последующие годы он не только начал трансатлантические коммерческие пассажирские рейсы, но и выполнил несколько рекордных рейсов, включая успешный кругосветный полёт. Luftschiffbau Zeppelin стремилась продолжить развитие своих дирижаблей и в конце 1920-х начала проектировать ещё более крупный дирижабль.
Возможно, самым известным дирижаблем был LZ 129 «Гинденбург», головной корабль класса «Гинденбург». Это был большой коммерческий дирижабль с жёсткой рамой, перевозивший пассажиров и являвшийся самым длинным из летательных аппаратов. Гинденбург был построен компанией между 1931 и 1936 годами и выполнил свой первый испытательный полёт с верфей Цеппелин во Фридрихсхафене 4 марта 1936 года с 87 пассажирами и экипажем на борту. Впоследствии он выполнял пропагандистские полеты вокруг Германии вместе с другими дирижаблями, а также трансатлантические коммерческие пассажирские рейсы в пункты назначения на севере страны и Южной Америке.
На судьбы компании большое влияние оказал приход нацистов к власти в Германии в 1933 году. В целом нацистская Германия придавала большее значение крылатым летательным аппаратам, чем дирижаблям из-за их превосходства в боевых характеристиках. Несмотря на это, дирижабли широко использовались нацией в ряде крупных пропагандистских кампаний. После транша в 11 миллионов марок от Министерства пропаганды Геббельса и Министерства авиации Геринга компания была фактически разделена: Luftschiffbau Zeppelin производила дирижабли, а компания Deutsche Zeppelin-Reederei (аффилированная с Lufthansa)) управляла ими. Официально Хьюго Эккенер был главой обеих организаций, но на практике последней руководил Эрнст Леманн, который был более лоялен к нацистскому режиму.
Однако после громкой катастрофы в Гинденбурге в 1937 году Luftschiffbau Zeppelin потеряли популярность в политических кругах; это событие вынудило фирму прекратить производство Zeppelin в 1938 году, а в 1940 году прекратилась вся эксплуатация дирижаблей.
Осенью 1941 года компания приняла контракты на изготовление элементов ракеты Фау-2. В 1945 году компания прекратила своё существование.

### Возрождение
Спустя почти 50 лет после исчезновения компания была восстановлена. В течение 1993 года компания-учредитель нынешнего производителя цеппелинов была воссоздана, а компания, производящая нынешние цеппелины, была создана в 2001 году
В 1988 году начались первые размышления о технической и экономической целесообразности возрождения индустрии цеппелинов; это включало изучение исторической документации Zeppelin, а также текущих проектов дирижаблей. В декабре 1990 года технико-экономическое обоснование и сопутствующая программа исследования рынка показали, что первоначальный потенциал продаж составляет около 80 дирижаблей Zeppelin для таких целей, как туризм, реклама и научные исследования. В середине 1991 года вновь сформированная группа разработчиков подала несколько патентов на различные технологии. В марте 1991 года была продемонстрирована пилотная версия концептуальной модели с дистанционным управлением, которая, как утверждается, с самого начала показала отличные летные характеристики.
В сентябре 1993 года во Фридрихсхафене была основана компания Zeppelin Luftschifftechnik GmbH (ZLT) как дочернее предприятие первоначальной компании Zeppelin для разработки и производства цеппелинов нового поколения, позже известных как Zeppelin NT. К весне 1994 года уже велись подготовительные исследования полноразмерного прототипа. В 1995 году Luftfahrt-Bundesamt, управление гражданской авиации Германии, официально признало ZLT проектной организацией и утвердило новые правила строительства дирижаблей. В ноябре 1995 года началась окончательная сборка первого прототипа дирижабля, который позиционировался как первый жёсткий дирижабль, произведенный фирмой после Второй мировой войны. В июле 1996 года строящийся прототип Zeppelin NT 07 был представлен публике и средствам массовой информации. В сентябре 1997 года прототип выполнил свой первый полет в Фридрихсхафене, пилотируемый американским летчиком-испытателем Скоттом Даннекером. Он пролетел в общей сложности 40 минут.
3 мая 2011 года Goodyear подтвердила свое намерение восстановить историческое партнерство с Luftschiffbau Zeppelin. Соответственно, Goodyear разместила заказ на три модели Zeppelin NT LZ N07-101. Первый из этих дирижаблей, получивший название Wingfoot One, был представлен в середине 2014 года